# براد كامب
براد كامب (بالإنجليزية: Brad Camp)‏ هو منافس ألعاب قوى أسترالي، ولد في 25 ديسمبر 1964 في فيكتوريا في أستراليا.

## وصلات خارجية
- براد كامب على موقع الاتحاد الدولي لألعاب القوى (الإنجليزية)
- براد كامب على موقع النتائج التاريخية لألعاب القوى الأسترالية (الإنجليزية)
- براد كامب على موقع أوليمبيديا (الإنجليزية)
- براد كامب على موقع اللجنة الأولمبية الأسترالية (الإنجليزية)